# Conothele gressitti
Espèce
Synonymes
- Ummidia gressitti Roewer, 1963

Conothele gressitti est une espèce d'araignées mygalomorphes de la famille des Halonoproctidae.

## Distribution
Cette espèce est endémique des îles Carolines en Micronésie. Elle se rencontre aux Palaos et aux îles Truk aux États fédérés de Micronésie.

## Description
La femelle holotype mesure 8 mm.

## Étymologie
Cette espèce est nommée en l'honneur de Judson Linsley Gressitt.

## Publication originale
- Roewer, 1963 : Araneina: Orthognatha, Labidognatha. Insects Micronesia, vol. 3, no 4, p. 104-132 (texte intégral).